# ناصر الدولة آصف جاہ الرابع
مير فاركوندا علي خان (25 أبريل 1794 - 16 مايو 1857) المعروف باسم ناصر الدولة ، كان نظام حيدر آباد ، من 24 مايو 1829 حتى وفاته في عام 1857.
ولد ناصر الدولة مير فاركوندا علي خان لنظام سكندر جاه وفاسيلاتونيسا بيجوم، في عام 1829 م. ورث مملكة ضعيفة ماليا. بناءً على طلبه، سحب اللورد ويليام بنتينك جميع المشرفين الأوروبيين في الإدارات المدنية واتبع سياسة عدم التدخل في شؤون نظام. أسس نظام كلية الطب في حيدر أباد عام 1846 ؛ كان عليه ديون كبيرة للعرب والروهيل والبريطانيين، وفي عام 1853 م وقع معاهدة مع البريطانيين في عهد الحاكم العام إيرل دالهوسي . وافق البريطانيون على تصفية جميع ديونه مقابل التنازل عن جزء من أراضيه للبريطانيين.